# Bosbüll
Bosbüll (frisó septentrional mooring Bousbel, danès Bosbøl) és un municipi del districte de Nordfriesland, dins l'Amt Südtondern, a l'estat alemany de Slesvig-Holstein. És un municipi independent des de 1869, es va unir a Klixbüll el 1883 i el 1958 es tornà a independitzar com a municipi. El 31 de desembre del 2023 tenia 269 habitants.
És un de mants municipis o llogarets del nord de Slesvig-Holstein amb el sufix —büll en el nom, que és d'origen danès -bøl i que significa ‘casa, habitatge’, la primera part prové del nom d'una persona. Solen ser assentaments nous que al segle x és van crear a partir d'un poble veí més antic.

## Poble pioner d'energia verda
Poble tradicional agrícola, té un parc eòlic considerable de cinc molins amb una capacitat de 10 megawatt. És un municipi pioner en matèria d'energia verde. El municipi ha creat la Bosbüll Energie, una l'empresa va construir una xarxa de calefacció local: l'electricitat verda dels sistemes eòlics i fotovoltaics locals. Conté una bomba de calor municipal així com un dipòsit d'aigua calenta per a emmagatzemar energia de manera econòmica. L'excés d'elèctriitat alimenta una instal·lació d'electròlisi d'hidrogen, i així evita de parar els molins i de perdre l'energia. La calor de residual de l'electròlisi al seu torn és recuperada en la xarxa de calefacció.